# Зелёная Дубрава (Московская область)
Зелёная Дубрава — посёлок в Сергиево-Посадском районе Московской области России, входит в состав сельского поселения Березняковское (1994—2006 гг. — посёлок Наугольновского сельского округа). До 1985 года — посёлок Загорской лепрозорной клиники.

## Население
| 2002 | 2006 | 2010 |
| ---- | ---- | ---- |
| 118  | ↗121 | ↘116 |

## География
Посёлок Зелёная Дубрава расположен на севере Московской области, в восточной части Сергиево-Посадского района, примерно в 72 км к северу от Московской кольцевой автодороги и 19 км к северо-востоку от станции Сергиев Посад Ярославского направления Московской железной дороги, по левому берегу впадающей в Дубну реки Рассоловки.
В 2,5 км восточнее посёлка проходит Ярославское шоссе М8, в 11 км юго-западнее — Московское большое кольцо А108. Ближайший сельский населённый пункт — деревня Душищево.
Связан автобусным сообщением с районным центром — городом Сергиевым Посадом (маршруты № 27 и 118, остановка «Душищево»).